# Línea 154 (Buenos Aires)
La línea 154 es una línea de colectivos del Área Metropolitana de Buenos Aires. Une la Estación Lanús con la Estación Plaza Constitución. Cuenta con un único ramal.
Es operada por Micro Ómnibus 45 S.A., cuya sede se encuentra en Remedios de Escalada. Todas sus unidades son de piso bajo, con acceso para discapacitados y equipadas con aire acondicionado.

## Historia
En sus inicios, la línea era operada por el Expreso Cañuelas, una importante empresa del Sur del conurbano bonaerense que operaba también las líneas 51 y 186, entre otras. En esa época esta línea contaba con 18 coches numerados del 313 al 331. El 18 de enero de 2001, luego de una quiebra, las líneas de Expreso Cañuelas dejaron de circular.
Luego de esta quiebra en 2001, la línea fue administrada brevemente por la Empresa San Vicente, en dicho periodo la línea fue un ramal de la línea 74. El día 18 de abril de 2002 fue cedida a Micro Ómnibus 45 S.A. Esta empresa la explotó, en un primer momento, como ramal de su línea principal, la 45 (que también circula entre Lanús y Constitución, aunque con otro recorrido), para luego volver a utilizar el número de línea 154, en el año 2012.

## Recorrido

### Ida a Estación Lanús
Desde GENERAL HORNOS, DOCTOR ENRIQUE FINOCHIETTO, AVENIDA MANUEL MONTES DE OCA, RÍO, CUARTO, subida AUTOPISTA 9 DE JULIO, AUTOPISTA 9 DE JULIO, cruce NUEVO PUENTE PUEYRREDÓN, AVENIDA PAVÓN, AVENIDA GENERAL BARTOLOMÉ MITRE, MAIPÚ, AVENIDA GENERAL MANUEL BELGRANO, ANATOLE FRANCE, CRISÓLOGO LARRALDE (Ex Agüero), PRESIDENTE SARMIENTO, BLANCO ENCALADA, VICENTE T. DAMONTE (Ex Tres Sargentos),  BASAVILBASO, Sitio de Montevideo Hasta 29 de Septiembre.

### Regreso a Plaza Constitución
Desde 9 DE JULIO y 29 DE SETIEMBRE por 29 DE SETIEMBRE, 9 DE JULIO, ONCATIVO, AYACUCHO, PRESIDENTE SARMIENTO, CRISÓLOGO LARRALDE, GENERAL O’HIGGINS, AVENIDA GENERAL MANUEL BELGRANO, GENERAL PAZ, AVENIDA GENERAL BARTOLOMÉ MITRE, cruce NUEVO PUENTE PUEYRREDÓN, AUTOPISTA 9 DE JULIO, bajada GENERAL HORNOS, RÍO CUARTO, AVENIDA MANUEL MONTES  DE OCA, BERNARDO DE IRIGOYEN, AVENIDA JUAN DE GARAY, LIMA hasta AVENIDA BRASIL CENTRO.

## Flota de la línea
Esta línea está compuesta por 11 coches que fueron carrozados por Metalpar sobre chasis Mercedes Benz OH1618L-SB y OH1718L-SB numerados del 85 al 95 y además suele circular uno o dos coches extra provenientes de la 45.

### Flota
| Número de coche | Carrocería y Modelo | Chasis                   | Patente y Año | Pasado                                                                    |
| --------------- | ------------------- | ------------------------ | ------------- | ------------------------------------------------------------------------- |
| 85              | Ugarte Europeo IV   | Mercedes Benz OH1718L-Sb | OTK169 2015   | Era el 44 de la línea 45                                                  |
| 86              | Ugarte Europeo IV   | Mercedes Benz OH1718L-Sb | OTK173 2015   | Era el 8 de la línea 45                                                   |
| 87              | Metalpar Iguazú II  | Mercedes Benz OH1718L-SB | NWS706 2014   | Era el 22 de la línea 45                                                  |
| 88              | Metalpar Iguazú II  | Mercedes Benz OH1618L-SB | NKL944 2014   | Era el 30 de la línea 45, el 324 de la línea 630 y el 40 de la línea 180  |
| 89              | Ugarte Europeo IV   | Mercedes Benz OH1718L-S  | OTK170 2015   | Era el 43 de la línea 45                                                  |
| 90              | Ugarte Europeo IV   | Mercedes Benz OH1718L-Sb | OTK168 2015   | Era el 46 de la línea 45                                                  |
| 91              | Ugarte Europeo IV   | Mercedes Benz OH1718L-Sb | OTK171 2015   | Era el 36 de la línea 45                                                  |
| 92              | Metalpar Iguazú II  | Mercedes Benz OH1718L-Sb | NWS708 2014   | Era el 26 de la línea 45                                                  |
| 93              | Metalpar Iguazú II  | Mercedes Benz OH1618L-SB | NRL198 2014   | Era el 71 de la línea 45, el 326 de la línea 630 y el 119 de la línea 180 |
| 94              | Metalpar Iguazú II  | Mercedes Benz OH1718L-SB | NNS297 2014   | Era el 15 de la línea 45                                                  |
| 95              | Metalpar Iguazú II  | Mercedes Benz OH1718L-SB | NWS705 2014   | Era el 11 de la línea 45                                                  |

#### Coches con aire acondicionado de la línea

##### Breve historia
Los primeros coches con aire acondicionado fueron incorporados en el año 2016, se trata de tres Metalpar Iguazú II sobre el chasis de Mercedes Benz OH1718L-SB numerados como los coches 88, 94 y 95. 
Llegado el año 2020 estos coches debían haber sido renovados dado a su antigüedad, finalmente fueron prorrogados debido a la Pandemia del COVID-19 y llevados a la Línea 93. Los coches que reemplazaron a los antes tres mencionados también tenían aire acondicionado, en este caso estos 3 fueron carrozados por La Favorita en su modelo Favorito GR I sobre el chasis de Mercedes Benz OH1618L-SB. 
Luego a finales del año, fueron renovados los coches recién mencionados por los actuales coches 88 y 93 mencionados en la tabla de arriba, el primero para reemplazar a un La Favorita GR I OH1618L-SB sin aire acondicionado y el segundo al primero de la tanda de los 3 La Favorita incorporado a principios de ese mismo año.

##### Actualidad
En el año 2021 esta línea ha traído tres coches modelo 2014 carrozados por Metalpar en su modelo Iguazú II sobre el chasis de Mercedes Benz OH1718L-SB iguales a los traídos a finales del 2020 solo que esos contaban con un chasis OH1618L-SB para reemplazar a los últimos 3 La Favorita que quedaban, dos de ellos tenían aire acondicionado, los mencionados más arriba. Cabe aclarar que el coche 87 no contaba con aire acondicionado.
En el año 2022, más concretamente en el mes marzo, debido a la renovación de la línea 45, llegaron 5 coches carrozados por Ugarte en su modelo Europeo IV sobre el chasis de Mercedes Benz OH1718L-SB para reemplazar a 5 de los 6 coches Metalpar Iguazú II sobre el chasis OH1618L-sb que circularon en la línea. 
El coche que había quedado sin renovar, fue reemplazado en el mes de abril, por otro Metalpar Iguazú pero con el chasis OH1718L-SB igual a los que ingresaron en el año 2021.